# الجمعية الوطنية البروسية
الجمعية البروسية الوطنية (بالألمانية: Preußische Nationalversammlung)، ظهرت إلى حيز الوجود بعد ثورة 1848 وكُلفت بمهمة صياغة دستور لبروسيا. التقى لأول مرة في مبنى Sing-Akademie zu Berlin (فيما بعد مسرح Maxim Gorki ). في 5 نوفمبر 1848، أمرت الحكومة بطرد الجمعية الوطنية البروسية إلى براندنبورغ آن دير هافل، وفي 5 ديسمبر 1848 تم حلها بموجب مرسوم ملكي.

## روابط خارجية
- الجمعية البروسية